# Граница (Тверская область)
Граница — деревня в Вышневолоцком городском округе Тверской области.

## География
Находится в центральной части Тверской области на расстоянии приблизительно 18 км по прямой на восток от города Вышний Волочёк.

## История
По местным данным, деревня известна с XVI века, а название произошло от того, что рядом с деревней виден естественный вал, идущий с севера на юг. Была отмечена на карте 1825 года. В 1859 году здесь (деревня Вышневолоцкого уезда) было учтено 24 двора. До 2019 года входила в состав ныне упразднённого Дятловского сельского поселения Вышневолоцкого муниципального района.

## Население
Численность населения составляла 175 человек (1859 год), 6 (русские 100 %) в 2002 году, 1 в 2010.